# Lido dei Gigli
Il Lido dei Gigli è un'area consortile privata del comune di Anzio, nella città metropolitana di Roma Capitale - 7 km circa dopo Lido dei Pini e 1 km prima di Lavinio in direzione di Anzio - sita lungo la litoranea Ostia-Anzio. Scampata alla cementificazione, e parzialmente usata a scopo agricolo, essa faceva parte dei possedimenti della famiglia aristocratica romana dei Borghese fino ai primissimi anni cinquanta, in cui fu avviata la lottizzazione, sebbene non intensiva, dell'area.

## Rilevanza ambientalistica
Animali selvatici (specialmente conigli e fagiani) - oggetto di continue battute di caccia nel mese di settembre - ma anche mucche e cavalli fanno parte del paesaggio faunistico. La flora è invece costituita da una pineta di circa 56 ettari che si estende fino alle dune di sabbia che ospitano piante selvatiche appartenenti alla famiglia delle Liliaceae, ispiratrici del nome alla località, volgarmente chiamate "gigli di mare". Sono altresì presenti la soldanella e l'agave.
Per l'area, oggetto di complesse dispute legali a causa di progetti (poi non realizzati) di lottizzazione intensiva e addirittura a un porto turistico per piccoli natanti, si è mossa positivamente negli anni novanta l'organizzazione ambientalistica Italia Nostra che riuscì a far includere tutta l'area che si estende dal Lido dei Gigli fino al Lido dei Pini in un parco regionale che ne potesse salvaguardare l'integrità.
L'azione è stata tanto più meritoria perché, nella vicina località di "Cavallo Morto", è presente tuttora una delle ultime paludi naturali (con relativa fauna e flora), un tempo parte dell'assai più esteso complesso delle paludi pontine, bonificate all'epoca del Fascismo, il cui prosciugamento alcuni ambientalisti pensano oggi abbia involontariamente creato non piccoli problemi di equilibrio ecologico.
In questi ultimi tempi, allo scopo di preservare parte del verde dell'area, si è fatto sorgere un parco costituito da arbusti di moraceae, alberi di lecci, sugheri, aceri e pini mediterranei, entro una zona di circa 2 ettari, inglobandolo nell'area consortile.

Non poche preoccupazioni desta tuttavia nell'area immediatamente adiacente al Lido dei Gigli, per decenni destinata a riserva di caccia, l'azione di totale "ripulitura" di vari ettari dalla sua vegetazione spontanea di sottobosco, accompagnata dallo sradicamento di alberi, anche d'alto fusto (essenzialmente eucalipti), effettuata da parte di locali imprenditori privati. 

La presenza nell'area di animali selvatici ma, assai più, il rinvenimento nel 2010, anche a livello superficiale, di numerosi reperti archeologici d'età romana, ha provocato l'intervento dell'Arma dei Carabinieri che ha precauzionalmente sospeso i lavori di scasso dei privati.

## Rilevanza archeologica
Traversata dalla strada antico-romana Severiana - costruita dall'Imperatore romano Settimio Severo nel 198 d.C. e che da Terracina, attraverso Antium Anzio raggiungeva Ostia correndo lungo il litorale costiero - sono oggi in più parti stati trovati lunghi tratti di basolato, mentre nella zona sono affiorati varie testimonianze di età tardo-imperiale ed alto-medievale.

## Leggenda
C'è un'antica leggenda precedente alla nascita di Roma, nella quale si narra che Enea, una volta sbarcato nel Lazio, probabilmente proprio sulla spiaggia di Lido dei Gigli, ne fece ritorno per raccogliere un mazzo di gigli (fiore che cresce tuttora diffusamente in quella zona) e farne dono a Lavinia, figlia del re Latino, della quale si era innamorato perdutamente. Sposatosi con la principessa fondò poi Lavinium (l'attuale Pratica di Mare).

## Rilevanza storica
Numerose sono anche le testimonianze degli accaniti combattimenti sviluppatisi in occasione dello sbarco anglo-americano del 1944. Nell'area del Lido dei Gigli presero terra in particolare unità dell'esercito britannico (a lungo rimase segnalato con boe il pericolo costituito da mezzi da sbarco affondati nelle immediate vicinanze del bagnasciuga) e, in special modo, il VI battaglione scozzese The Gordon Highlanders della 2ª brigata di fanteria, che forniscono annualmente l'occasione per amichevoli incontri rievocativi fra i sopravvissuti che combatterono in quell'occasione sugli opposti fronti.

## Comunità consortile
Attualmente all'interno dell'area consortile vi sono 122 unità abitative con altrettante famiglie che formano una vera e propria comunità di oltre 500 persone nel periodo estivo, a sé stante rispetto al Comune di Anzio ed alla vicina Lavinio. Essa ha un suo ordinamento sociale che si fonda su uno Statuto redatto nei primi anni cinquanta. Gli organi consortili sono l'Assemblea dei soci, il Consiglio di amministrazione, il Presidente come rappresentante legale del Consorzio, il Collegio dei sindaci e quello dei probiviri.
Il Consorzio ha in concessione demaniale una spiaggia di circa 100 metri lineari di lunghezza, con annesso uno stabilimento adibito a snack-bar e ritrovo per i soci. Vi è anche una chiesetta all'aperto, dove si svolgono le funzioni religiose durante il periodo estivo.